# Perín-Chym
Perín-Chym – wieś (obec) na Słowacji położona w kraju koszyckim, w powiecie Koszyce-okolice. Pierwsze wzmianki o miejscowości pochodzą z roku 1964. 
Według danych z dnia 31 grudnia 2012, wieś zamieszkiwało 1413 osób, w tym 740 kobiet i 673 mężczyzn.
W 2001 roku rozkład populacji względem narodowości i przynależności etnicznej wyglądał następująco:
- Słowacy – 65,27%
- Czesi – 0,2%
- Romowie – 0,13%
- Węgrzy – 34,13%

Ze względu na wyznawaną religię struktura mieszkańców kształtowała się w 2001 roku następująco:
- Katolicy rzymscy – 78,69%
- Grekokatolicy – 3,05%
- Ewangelicy – 0,73%
- Prawosławni – 0,13%
- Ateiści – 4,12%
- Nie podano – 1,33%